# Qualificazioni alla Coppa delle nazioni africane femminile 2022
Questa voce raccoglie un approfondimento sui risultati degli incontri per le qualificazioni alla fase finale della Coppa delle nazioni africane femminile 2022.

## Primo turno
Le sfide si sono giocate tra il 18 e il 26 ottobre 2021.
| Squadra 1           | Totale          | Squadra 2      | Andata | Ritorno |
| ------------------- | --------------- | -------------- | ------ | ------- |
| Uganda              | 2 - 2 (2-1 dtr) | Etiopia        | 2 - 0  | 0 - 2   |
| Kenya               | 15 - 1          | Sudan del Sud  | 8 - 0  | 7 - 1   |
| Eritrea             | 0 - 6           | Burundi        | 0 - 5  | 0 - 1   |
| Gibuti              | [ 1 ]           | Ruanda         | -      | -       |
| Malawi              | 3 - 4           | Zambia         | 1 - 1  | 2 - 3   |
| Tanzania            | 3 - 5           | Namibia        | 1 - 2  | 2 - 3   |
| Zimbabwe            | 6 - 1           | eSwatini       | 3 - 1  | 3 - 0   |
| Angola              | 1 - 7           | Botswana       | 1 - 5  | 0 - 2   |
| Mozambico           | 0 - 13          | Sudafrica      | 0 - 7  | 0 - 6   |
| Algeria             | [ 2 ]           | Sudan          | 14 - 0 | -       |
| Egitto              | 2 - 7           | Tunisia        | 2 - 6  | 0 - 1   |
| Guinea Equatoriale  | [ 1 ]           | RD del Congo   | -      | -       |
| São Tomé e Príncipe | [ 2 ]           | Togo           | 0 - 5  | -       |
| Rep. del Congo      | 2 - 2 (gfc)     | Gabon          | 2 - 1  | 0 - 1   |
| Rep. Centrafricana  | 0 - 3           | Camerun        | 0 - 1  | 0 - 2   |
| Sierra Leone        | 1 - 3           | Gambia         | 0 - 2  | 1 - 1   |
| Liberia             | 1 - 8           | Senegal        | 1 - 2  | 0 - 6   |
| Mali                | 4 - 2           | Guinea         | 2 - 2  | 2 - 0   |
| Guinea-Bissau       | 2 - 0           | Mauritania     | 1 - 0  | 1 - 0   |
| Burkina Faso        | 5 - 2           | Benin          | 2 - 1  | 3 - 1   |
| Nigeria             | 2 - 1           | Ghana          | 2 - 0  | 0 - 1   |
| Niger               | 0 - 20          | Costa d'Avorio | 0 - 9  | 0 - 11  |

## Secondo turno
Le sfide si sono giocate tra il 16 e il 23 febbraio 2022. 
| Squadra 1     | Totale          | Squadra 2          | Andata | Ritorno |
| ------------- | --------------- | ------------------ | ------ | ------- |
| Uganda        | [ 3 ]           | Kenya              | -      | -       |
| Burundi       | 11 - 1          | Gibuti             | 6 - 1  | 5 - 0   |
| Zambia        | 1 - 1 (gfc)     | Namibia            | 0 - 0  | 1 - 1   |
| Zimbabwe      | 3 - 3 (gfc)     | Botswana           | 1 - 3  | 2 - 0   |
| Sudafrica     | 3 - 1           | Algeria            | 2 - 0  | 1 - 1   |
| Tunisia       | 7 - 3           | Guinea Equatoriale | 5 - 0  | 2 - 3   |
| Togo          | 4 - 2           | Gabon              | 2 - 1  | 2 - 1   |
| Camerun       | 10 - 1          | Gambia             | 8 - 0  | 2 - 1   |
| Senegal       | 1 - 1 (3-2 dtr) | Mali               | 1 - 0  | 0 - 1   |
| Guinea-Bissau | 0 - 7           | Burkina Faso       | 0 - 6  | 0 - 1   |
| Nigeria       | 3 - 0           | Costa d'Avorio     | 2 - 0  | 1 - 0   |